# Tihøje
Tihøje är den högsta punkten på Skovbjerg bakkeø i Hernings kommun i Västjylland i Danmark. Den ligger 111 meter över havet.
Tihøje har gravhögar från bronsåldern. 